# Dasophrys bullatus
Dasophrys bullatus là một loài ruồi trong họ Asilidae. Dasophrys bullatus được Londt miêu tả năm 1981. Loài này phân bố ở vùng nhiệt đới châu Phi.